# Перемогівська сільська рада (Тарутинський район)
Перемо́гівська сільська́ ра́да — адміністративно-територіальна одиниця та орган місцевого самоврядування в Тарутинському районі Одеської області. Адміністративний центр — село Перемога.

## Загальні відомості
Перемогівська сільська рада утворена в 1922 році.
- Територія ради: 51,21 км²
- Населення ради: 1 042 особи (станом на 2001 рік)
- Територією ради протікає річка Чага

## Населені пункти
Сільській раді підпорядковані населені пункти:
- с. Перемога
- с. Єлизаветівка
- с. Роза

## Населення
Згідно з переписом УРСР 1989 року чисельність наявного населення сільської ради становила 1153 особи, з яких 573 чоловіки та 580 жінок.
За переписом населення України 2001 року в сільській раді мешкала 1041 особа.

### Мова
Розподіл населення за рідною мовою за даними перепису 2001 року:
| Мова       | Відсоток |
| ---------- | -------- |
| болгарська | 83,01 %  |
| українська | 5,76 %   |
| російська  | 5,57 %   |
| молдовська | 2,69 %   |
| гагаузька  | 2,40 %   |
| німецька   | 0,10 %   |
| циганська  | 0,10 %   |
| інші       | 0,37 %   |

## Склад ради
Рада складається з 16 депутатів та голови.
- Голова ради: Гербалі Іордан Георгійович
- Секретар ради:

### Керівний склад попередніх скликань
| Прізвище, ім'я, по батькові | Основні відомості                                                                                 | Дата обрання | Дата звільнення |
| --------------------------- | ------------------------------------------------------------------------------------------------- | ------------ | --------------- |
| Бахчиванжи Іван Миколайович | Сільський голова, 1954 року народження, член Народної партії                                      | 26.03.2006   | 31.10.2010      |
| Тер Олег Васильович         | Сільський голова, 1975 року народження, освіта незакінчена вища, безпартійний                     | 31.10.2010   | 25.10.2015      |
| Гербалі Іордан Георгійович  | Сільський голова, 1957 року народження, освіта загальна середня, член Політичної партії "Наш край | 25.10.2015   |                 |

Примітка: таблиця складена за даними сайту Верховної Ради України

### Депутати
За результатами місцевих виборів 2010 року депутатами ради стали:

#### За суб'єктами висування
| Суб'єкт висування           | Кількість обраних депутатів | %    |
| --------------------------- | --------------------------- | ---- |
| Партія регіонів             | 15                          | 93,8 |
| Комуністична партія України | 1                           | 6,3  |

#### За округами
| № округу                    | Прізвище, ім'я, по батькові    | Дата визнання обраним | Освіта             | Партійна приналежність | Відомості про обраного депутата                                                    |
| --------------------------- | ------------------------------ | --------------------- | ------------------ | ---------------------- | ---------------------------------------------------------------------------------- |
| Комуністична партія України |                                |                       |                    |                        |                                                                                    |
| 8                           | Максимова Килина Степанівна    | 05.11.2010            | вища               | позапартійна           | тимчасово не працює                                                                |
| Партія регіонів             |                                |                       |                    |                        |                                                                                    |
| 1                           | Топал Євдокія Степанівна       | 05.11.2010            | вища               | позапартійна           | ЗАТ"Перемога", бухгалтер                                                           |
| 2                           | Кула Василь Федорович          | 05.11.2010            | середня            | позапартійний          | тимчасово не працює                                                                |
| 3                           | Саввова Валентина Олексіївна   | 05.11.2010            | середня спеціальна | позапартійна           | Перемогівська сільська рада, секретар                                              |
| 4                           | Желясков Дмитро Данилович      | 05.11.2010            | середня            | позапартійний          | тимчасово не працює                                                                |
| 5                           | Волкова Світлана Олександрівна | 05.11.2010            | середня            | позапартійна           | приватний підприємець                                                              |
| 6                           | Тер Василь Васильович          | 05.11.2010            | середня спеціальна | позапартійний          | навчально-виховний комплекс «Загальноосвітня школа I-III ст.» с. Перемога, кочегар |
| 7                           | Куруч Дмитро Степанович        | 05.11.2010            | вища               | позапартійний          | В-Долинський навчально-виховний комплекс, вчитель                                  |
| 9                           | Топал Дмитро Миколайович       | 05.11.2010            | середня            | позапартійний          | сільська рада, охоронець                                                           |
| 10                          | Бугор Василь Олександрович     | 05.11.2010            | середня            | позапартійний          | тимчасово не працює                                                                |
| 11                          | Волков Костянтин Степанович    | 05.11.2010            | середня спеціальна | позапартійний          | навчально-виховний комплекс с. Перемога, вчитель                                   |
| 12                          | Беріл Катерина Іванівна        | 05.11.2010            | вища               | позапартійна           | навчально-виховний комплекс с. Єлизаветівка, директор                              |
| 13                          | Котоман Галина Іванівна        | 05.11.2010            | вища               | позапартійна           | навчально-виховний комплекс с. Єлизаветівка, вчитель                               |
| 14                          | Бахчіванжи Микола Миколайович  | 05.11.2010            | вища               | член Партії регіонів   | навчально-виховний комплекс с. Єлизаветівка, вчитель                               |
| 15                          | Бардук Дмитро Дмитрович        | 05.11.2010            | середня спеціальна | позапартійний          | сільська рада, спеціаліст                                                          |
| 16                          | Дожа Георгій Георгійович       | 05.11.2010            | вища               | позапартійний          | ЗАТ"Перемога", головний агроном                                                    |